# Ogulinski festival bajke
Ogulinski festival bajke (kratica OGFB) je kulturno-turistička manifestacija u Ogulinu koja se održava od 2006. godine.
Ogulinski festival bajke je kulturno-turistička manifestacija u kojoj se, kroz slavljenje bajke i bajkovitog stvaralaštva ostvaruje umjetnička i kulturna produkcija namijenjena djeci, mladima i odraslima. Potaknut je stvaralaštvom Ivane Brlić-Mažuranić, koja je rođena u Ogulinu. Grad i okolica bili su joj inspiracija za pisanje. 
Program festivala obuhvaća sadržaje s područja kazališta, animiranih filmova, glazbe, s velikim brojem edukativnih i kreativnih radionica. Program se svake godine odvija tijekom tri dana podijeljena u tematske cjeline koje se svake godine izmjenjuju: Dan prirode, Dan Društva, Dan fantastičnih bića, Dan čarobnjaka, Dan vila i vještica i sl. Jedan od ciljeva Festivala je pružiti doživljaj zajedništva pričanjem, gledanjem i slušanjem priča. U sklopu Festivala održava se i biciklijada – Ciklobajka, a posebno se njeguje i forma pripovjednog teatra tzv. storytelling.
Festival organiziraju Udruga Ogulinski festival bajke i Turistička zajednica Grada Ogulina.